# Carta Einstein–Szilárd
Carta Einstein–Szilárd foi uma carta escrita por Leó Szilárd e assinada por Albert Einstein que foi enviada ao Presidente dos Estados Unidos Franklin D. Roosevelt em 2 de agosto de 1939. Escrita em consulta com os colegas e físicos húngaros Edward Teller e Eugene Wigner, a carta alertava que a Alemanha Nazista poderia desenvolver bombas atômicas e pedia por ação de Roosevelt, que por fim resultou no Projeto Manhattan a desenvolver as primeiras bombas atômicas.

## A carta
A carta foi assinada por Einstein em 2 de agosto, e entregue a Roosevelt pelo economista Alexander Sachs. Contudo, ela só chegou em 11 de outubro devido à preocupação do presidente com a invasão germânica da Polônia, que viria a iniciar a Segunda Guerra Mundial. Após ouvir um resumo de Sachs da carta Roosevelt autorizou a criação do Comitê Consultivo do Urânio (Advisory Committee on Uranium, no original). A primeira reunião do comitê ocorreu em 21 de outubro, liderada por Lyman James Briggs, presidente do National Bureau of Standards. US$ 6 000 foram disponibilizados para experiências com o nêutron, feitas por Enrico Fermi na Universidade de Chicago.
A carta é frequentemente vista como uma das origens do Projeto Manhattan, o bem sucedido projeto nuclear que viria a produzir as bombas lançadas em Hiroshima e Nagasaki em 1945. 
Apesar de não ter trabalhado no projeto atômico, de acordo com Linus Pauling, Einstein mais tarde teria se arrependido de ter assinado a carta.

### Conteúdo
A carta afirmava que:

No curso dos últimos quatro meses foi-se provado — pelo trabalho de Joliot na França assim como o de Fermi e Szilard na América — que pode ser possível provocar uma cadeia de reações nucleares numa grande massa de urânio, no qual grandes quantidades de poder e um novo tipo de radiotividade seriam geradas. Agora parece quase certo que isso poderá ser atingido num futuro próximo. 

Esse novo fenômeno poderia ser usado na construção de bombas, e é concebível — apesar de haver muita pouca certeza — que bombas extremamente poderosas poderiam assim ser construídas. Uma única bomba desse tipo, levada por um barco e detonada num porto poderia muito bem destruir todo o porto e alguma parte da sua área adjacente. Contudo, tais bombas podem muito bem acabar por serem muito pesadas para o transporte aéreo.